# Barre Denis
Barre Denis es una localidad de Santa Lucía, que forma parte del distrito de Castries.